# 東宝芸能
東宝芸能株式会社（とうほうげいのう）は、映画会社・東宝（阪急阪神東宝グループ）の100%出資による芸能事務所。
日本映画全盛期に、5社体制または6社体制として大手映画会社が多くの俳優を専属とし、占有していた時代の東宝専属俳優制度とは別の流れを持つ企業である。したがって、三船敏郎、加山雄三が在籍したことはないが、本体の恒常的な製作機構が消滅したのち専属となった東宝スターもいる（有島一郎、高島忠夫、司葉子、星由里子、三橋達也など）。
女性タレントの採用は、ほとんどが東宝シンデレラなどの自社オーディションである。

## 沿革
- 1963年 - 東宝役者部を分離で設立
- 1984年 - 第1回「東宝シンデレラ」オーディションが開催される。
- 2019年1月 - 東宝ツインタワービルから有楽町電気ビルヂング北館12階に移転[1]

## 主な所属タレント

### 女性俳優

#### 第9回「東宝シンデレラ」
- 白山乃愛
- 西川愛莉
- 山戸穂乃葉
- 安保心結
- 今濱夕輝乃
- 岡本弥歩
- 原寧々
- 平野莉亜菜
- 藤本もあ菜
- 三宅りむ

#### あ行
- 青島心
- 蒼乃夕妃
- 秋野祐香
- 朝夏まなと
- 生田智子
- 一路真輝
- 井上音生
- 遠藤久美子
- 大沢さやか
- 大塚千弘
- 大森未来衣

#### か行
- 上白石萌歌
- 上白石萌音
- 熊谷彩春
- 栗原沙也加
- 黒沢ともよ
- 桑原裕子
- 小嶋紗里
- 昆夏美

#### さ行
- 齊藤京子
- 斉藤由貴
- 沢口靖子
- 白勢未生
- シルビア・グラブ
- 須藤叶希[注 1]
- 寿美花代
- 瀬奈じゅん

#### た行
- 田辺奈菜美
- ダンドイ舞莉花
- 司葉子
- 寺川里奈
- 遠野あすか
- 富田彩

#### な行
- 長澤まさみ
- 野波麻帆
- 野村真美

#### は行
- 羽野晶紀
- 浜辺美波
- 原扶貴子
- 福本莉子
- 藤山由依
- 星風まどか

#### ま行
- 牧浦乙葵
- 水嶋凜
- 水野真紀
- 宮本信子
- 森日菜美

#### や行
- 山崎紘菜
- 山村紅葉
- 吉沢梨絵

#### ら行
- RiRiKA

### 男性俳優

#### 「TOHO NEW FACE」
- 小谷興会
- 髙橋佑大朗
- 橘春軌

#### あ行
- 池内万作
- 石井一彰
- 井上雄太[2]
- 今井清隆
- 岡野一平
- 尾崎右宗

#### か行
- 小林健

#### さ行
- 鈴木凌平

#### た行
- 大地伸永[2]
- 髙嶋政伸
- 髙嶋政宏
- 戸井勝海

#### な行
- 中村翼
- 七瀬公[2]
- 成清正紀
- 西垣匠
- ノモガクジ

#### は行
- 橋爪淳
- 八条院蔵人
- 東倫太朗
- ひのあらた

#### ま行
- 森廉

#### や行
- 山口竜央

### アーティスト
- 大原ゆい子
- 上白石萌歌
- 上白石萌音
- CASPEL
- XAI
- ファンタスマゴリック
- YURiKA
- RiRiKA

### 文化人
- 池澤あやか
- 工藤めぐみ
- 桑原裕子
- 櫻井武晴
- 蝶花楼桃花
- 平瀬遼太郎

### エンターテイメント事業部
- 秋山桃子
- 石川剛
- 石丸椎菜
- 上垣ひなた
- 長内正樹
- 黒沼亮
- 島田彩
- 谷本充弘
- 中江友紀
- 花陽みく
- 馬場亮成
- 福冨玄刀
- 藤岡義樹
- 横沢健司
- 吉井乃歌

## 過去に所属していた俳優・タレント
| - 秋月成美 - 朝倉あき - 有島一郎（在籍中に死去） - 和泉芳怜 - 今井ゆうぞう（スペースTを経てセントラルに移籍後、死去） - 今村恵子 - 潮哲也 - 恵畑ゆう - 小川涼 - 小高恵美 - 越智静香 - 小野由紀子 - 門山葉子 - 兼尾瑞穂 - 君沢ユウキ - 久路あかり - 黒瀬真奈美 - 幸田恵里 - 古手川祐子 - 塩沢とき（在籍中に死去） - 鈴木亜里紗 - 瀬戸山功 - 千石規子（在籍中に死去） - 髙尾勇次 - 高島忠夫（在籍中に死去） - 高橋由美子 - 田中健 - 田中美里（現所属：アンプレ） - 玉置成実（ランティス系列のハイウェイスターへ移籍） - [[遠野なぎこ]（キャストパワーへ移籍後、フリーとなりその後死去） | - 中里博美 - 長村航希 - 名取裕子 - 七瀬りりこ - はいだしょうこ - パク・トンハ - 春風ひとみ - 藤代美奈子 - 星由里子（在籍中に死去） - 増元裕子 - 真嶋優 - まりゑ - 三橋達也（在籍中に死去） - 美鳳あや - 村井國夫 - 吉井一肇 - 吉武大地 - 良知真次 - 若林豪 - OnePixcel（2015年結成、2021年6月解散。） - PiXMiX（2017年結成、2025年2月解散。） |

## 過去にいた関係者
- 木村薫（2018年に退職後サンカラーズを設立。）
- ゴージャス松野（元マネージャー。現在はタレント・プロレスラー。）